# Gaelco Multimedia
Gaelco es una empresa española fundada en octubre de 1985 que desarrollaba y publicaba videojuegos y juegos de arcade.
Actualmente fabrican dianas electrónicas de dardos con el nombre Gaelco Darts.

## Juegos Arcade
- Alligator Hunt
- ATV Track
- Bang!
- Big Karnak
- Biomechanical Toy
- Football Power
- Gaelco Football
- Last KM (Inédito, recuperado en 2018)[3]
- Maniac Square
- Masterboy
- PC Fútbol 2005
- PC Fútbol 2006
- PC Fútbol 2007
- Radikal Bikers X
- Ring Riders
- Rolling Exteme
- Smashing Drive
- Snowboard Championship
- Speed Up
- Splash
- Squash
- Surf Planet
- Target Hits
- Thunder Hoop
- T.H. Strikes Back (Thunder Hoop 2)
- Tokyo Cop
- Touch And Go
- Tuning Race
- World Rally
- World Rally 2 - Twin Racing
- Xor World (Prototipo)

## Otros trabajos
En 1993 realizaron una máquina de ciclismo estático para gimnasios, que incluía una pantalla multimedia en la que se mostraban animaciones tipo videojuego para informar al jugador de su progreso y motivarle. Fue realizada a petición de Thunder Hoop para Salter.